# Ava de Melk
Ava de Melk o Ava de Göttweig (Baixa Àustria?, ca. 1060 - Kleinwien, Àustria, 7 de febrer de 1127) és la primera poeta coneguda en llengua alemanya.
Beguines i murades van fer de la seva llengua materna, de les llengües vernacles, la llengua de la teologia i de la mística, perquè el llatí ja no els servia per tractar l'experiència de l'espiritualitat; Ava de Melk va ser la primera que ho feu en llengua alemanya, en versos apariats en alt alemany mitjà.

## Biografia

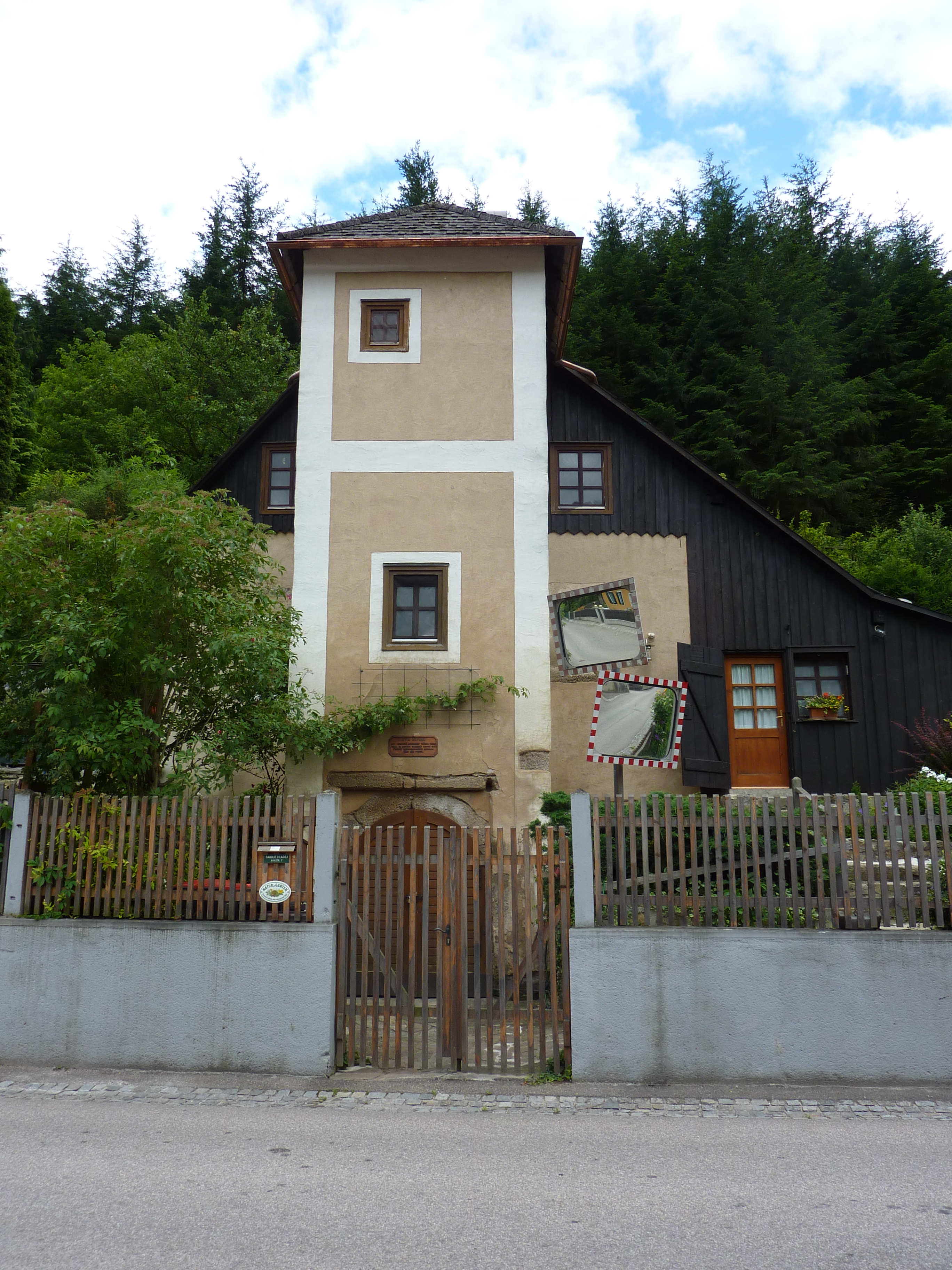
Torre d'Ava, a Kleinwien.

Ava de Melk devia néixer en un estament noble o aristrocràtic, si atenem a l'alt nivell d'alfabetització que mostra, així com el fet de poder retirar-se a un convent sense ser monja.

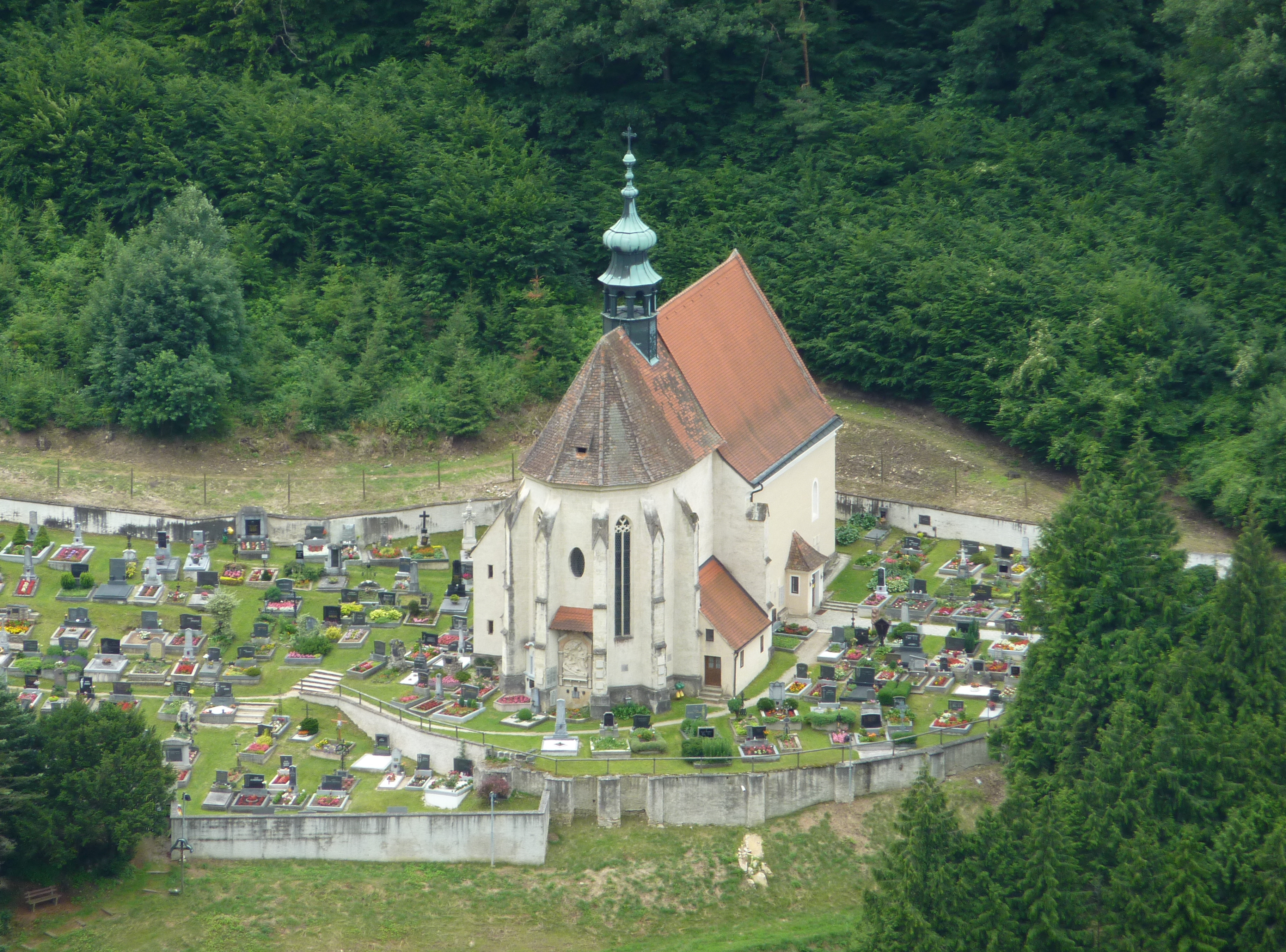
Sant Blai, a Kleinwien

Ja casada i amb dos fills -de qui probablement rebé instrucció teològica-, es murà -és a dir, es tancà per a viure-hi voluntàriament en reclusió- després de la mort del seu espòs, a l'abadia de Göttweig (Baixa Àustria, prop de Krems) o abadia de Melk. A Kleinwien, prop de Göttweig, hi ha una torre anomenada Avaturm (Torre d'Ava), que podria haver format part de l'antic monestir. L'església de Sant Blai de Kleinwien, construïda a finals de la primera meitat del segle xv, s'aixeca actualment al lloc on hi hagué aquell monestir de dones de Göttweig i la petita capella de la venerable Ava de Melk.
A partir dels seus poemes, se sap que Ava de Melk coneixia els comentaris bíblics de Beda el Venerable, l'obra de Raban Maur, la d'Alcuí de York i el Libellus de Antichristo d'Adsó de Montier-en-Der. A banda dels temes religiosos, se serví de motius i episodis de la tradició popular i textos apòcrifs. Són freqüents en els seus versos les referències autobiogràfiques.
Ha estat proclamada venerable per l'Església Catòlica.

## Obres
- Johannes (Joan Baptista)
- Leben Jesu ("Vida de Jesús); la secció final és Die 7 Gaben des Heiligen Geistes (Els set dons de l'Esperit Sant)
- Der Antichrist (L'Anticrist)
- Das Jüngste Gericht (El judici final)

Leben Jesu, Der Antichrist i Das Jüngste Gericht foren descoberts el 1841 per Joseph Diemer en un monestir de Vorau.

## Premi de Literatura Frau Ava
L'any 2002, amb motiu del 875è aniversari de la seva mort, es va crear el Premi de Literatura Frau Ava (Frau Ava-Literaturpreis), un premi de literatura en alemany per a escriptores que ja hagin editat prèviament prosa o poesia. Es començà a concedir el 2003, amb una periodicitat bianual, per premiar un text en prosa que tracti d'una manera nova i innovadora, en el llenguatge i la forma, temes relacionats amb l'espiritualitat, la religió o la política, adreçat a lectors joves i adults.